# 秋田一号・二号
秋田一号・二号（あきたいちごう・にごう）は、昭和期の漫才師。新世界にあった新花月をホームグラウンドにしていた。1970年代末頃に活動を休止。
新花月が活動拠点であった為か将棋を漫才のネタに取り入れ期待も大きかったが新花月のガラの悪い厳しい客に受けず活動を休止。
ほとんど活躍しなかった為映像、音源が残されていないが1977年4月11日にNHKで放送された新日本紀行「王将・うまれ浪花の　〜阪田三吉と新世界〜」の中で新花月の舞台の映像と2人がうどんを食事しているシーンが残されている。新日本紀行ふたたびでも放送済み。

## メンバー
- 秋田 一号（あきた いちごう、本名・藤井道男、1949年 - ）位置は向かって右、ボケ。

大阪府の生まれ、1970年に秋田Aスケ・BスケのBスケに入門。秋田みちおの名でたみおとコンビを組みデビュー。その後解散し二号と組んだ。
- 秋田 二号（あきた にごう、本名・山下節雄、1944年 - ）位置は向かって左、ツッコミ。

岡山和気閑谷高校卒業、来阪して明蝶学院に入る。元プロボクサーの藤猛に顔が似ている事から富士たかしの名で風つよしと共に「富士たかし・風つよし」を組みデビュー、その後「台風一号・二号」の台風二号の名で再結成。台風一号の廃業に伴い秋田一号とコンビを組んだ。